# Andet slag om el-Alamein
Andet slag om el-Alamein var et afgørende vendepunkt i Ørkenkrigen under 2. verdenskrig. Slaget foregik ved El-Alamein i Egypten 23. oktober – 3. november 1942. Det Første slag om el-Alamein havde bremset aksemagternes fremrykning i juli 1942. I august 1942 overtog generalløjtnant Bernard Montgomery kommandoen over den britiske 8. arme fra general Claude Auchinleck.
Sejren fik strømmen til at vende i Felttoget i Nordafrika. Det var slutningen på aksemagternes drømme om at besætte Egypten, kontrollere Suez-kanalen og få adgang til Mellemøstens oliefelter. Nederlaget ved el-Alamein markerede afslutningen på aksemagternes ekspansion i Afrika.

## Forspil
I juli 1942 var den italiensk-tyske Panzer Armee Afrika efter sejren i Slaget ved Gazala trængt langt ind i Egypten og truede den britiske kontrol over Suez-kanalen. General Auchinleck havde trukket 8. arme tilbage til 80 kilometer fra Alexandria til Qattara-sænkningen 65 kilometer fra kysten. Det gav forsvarerne en kortere front og sikre flanker, da kampvogne ikke kunne trænge gennem Qattara-sænkningen. Her blev aksestyrkerne stoppet i juli under det Første slag om el-Alamein.
Den 8. armés modoffensiv i juli endte resultatløst, da Rommel besluttede at grave sig ned for at omgruppere sine udmattede styrker. I slutningen af juli afblæste Auchinleck alle offensive operationer med henblik på at genopbygge hærens styrke. I begyndelsen af august besøgte den britiske premierminister, Winston Churchill, og general sir Alan Brooke, den britiske øverstkommanderende for imperiestaben, Cairo. Ved den lejlighed blev Auchinleck erstattet af general sir Harold Alexander som øverstkommanderende i Mellemøsten. Generalløjtnant William Gott skulle have overtaget kommandoen over 8. armé, men blev dræbt, da hans fly blev skudt ned af et tysk jagerfly. I stedet blev generalløjtnant Bernard Montgomery udpeget til at lede 8. armé.
Rommel stod i en situation, hvor hans forsyningslinjer var uholdbart lange, og han vidste, at de allierede ville få forstærkninger af både mænd og udstyr. Derfor besluttede han at angribe de allierede, inden deres opbygning var tilendebragt. I spidsen for angrebet var to pansrede divisioner fra Afrikakorpset og en styrke af opklaringsenheder fra Panzer Armee Afrika. Den 30. august 1942 stoppede de allierede det tyske fremstød ved Alam el Halfa-bakkekammen og Point 102. Angrebet mislykkedes i dette andet slag ved Alamein-linjen, kaldet Slaget ved Alam el Halfa. I forventning om et modangreb fra Montgomerys 8. armé gravede Panzer Armee Afrika sig ned.
Den korte frontlinje og de sikre flanker, der havde hjulpet 8. armé i det Første slag om el-Alamein, var nu en fordel for aksestyrkerne. Hertil kom, at Rommel havde god tid til at forberede sine forsvarspositioner, og han lod udlægge store minefelter med omkring 500.000 miner og pigtråd. De allieredes 8. armé stod derfor over for at skulle gennemføre et frontalangreb mod veletablerede stillinger. Alexander og Montgomery var indstillet på at skaffe sig styrker, som var tilstrækkelige til ikke blot at opnå et gennembrud, men også til at udnytte det og nedkæmpe Panzer Armee Afrika. I alle de tidligere kampagner, der bølgede frem og tilbage gennem ørkenen, havde ingen af siderne haft tilstrækkelig styrke til at udnytte en sejr. Den tabende side havde altid kunnet trække sig tilbage og omgruppere sig nærmere ved sine forsyningsbaser.
Efter yderligere seks ugers opbygning var 8. armé klar til at slå til. Styrken var da vokset til 220.000 mand og 1.100 kampvogne, som under ledelse af Montgomery rykkede frem mod de 115.000 mand og 559 kampvogne i Panzer Armee Afrika.

## Den allierede plan
Med Operation Lightfoot håbede Montgomery at rydde to korridorer gennem aksestyrkernes minefelter på den nordlige del af fronten. Derefter ville allierede kampvogne trænge igennem og besejre de tyske kampvogne. Afledningsangreb ved Reweisat højdedragene i centrum og i den sydlige del af fronten skulle holde resten af aksestyrkerne fra at rykke nordpå. Montgomery forventede, at slaget ville vare 12 dage og bestå af tre faser: indbruddet, nærkampen og fjendens endelige sammenbrud.
På offensivens første nat planlagde Montgomery, at fire divisioner fra Oliver Leese's XXX Korps skulle rykke frem over en 25 kilometer bred front til et sted med kodenavnet Oxalic Line og undervejs løbe aksestyrkernes fremskudte stillinger over ende. Ingeniørsoldater skulle rydde og afmærke to veje gennem minefelterne, hvorigennem de pansrede divisioner i Herbert Lumsden's X Korps kunne passere for at nå Skinflint-linjen, hvor de skulle kontrollere og rapportere deres fremskridt, og senere Pierson Bound, hvor de midlertidigt skulle konsolidere deres stilling inde i aksestyrkernes stillinger, indtil infanterislaget var vundet.
Commonwealth-styrkerne gennemførte en række afledningsmanøvrer i månederne op til slaget for at så tvivl hos aksestyrkernes hærchefer om styrkernes placering, og hvor slaget ville komme til at stå. Denne operation havde kodenavn Operation Bertram. I september stillede de brugte pakkasser under camouflagenet i den nordlige sektor, for at illudere ammunitions- og forsyningsdepoter. Aksestyrkerne noterede sig selvfølgelig, at de var der, men da der ikke fulgte en offensiv operation straks efter, og da disse "depoter" ikke ændrede udseende, ignorerede de dem. Det gav 8. arme mulighed for at opbygge depoter i de fremskudte områder, ubemærket af fjenden, ved om natten at udskifte de tomme kasser med ammunition, benzin eller rationer. I mellemtiden blev der bygget en falsk rørledning, hvis bygning ville få aksestyrkerne til at tro, at angrebet ville blive indledt meget senere, end det blev, og meget længere mod syd. For at forstærke illusionen byggede man kampvognsattrapper af krydsfiner, som blev sat oven på jeeps og opstillet mod syd, mens de kampvogne, der skulle i kamp mod nord blev camoufleret som lastbiler ved at få en passende overbygning af krydsfiner.

## Aksestyrkernes plan
Efter nederlaget i Slaget ved Alam el Halfa var aksestyrkerne alvorligt nedslidte. De tyske og italienske armeer havde for lange forsyningsveje, var udmattede og var afhængige af erobrede allierede forsyninger og udstyr. På trods af Rommels successer var situationen hurtigt ved at ændre sig til ugunst for ham. Problemet var, at han ikke modtog væsentlige forstærkninger, mens de allierede styrker i stor stil blev genopbygget med mænd og udstyr fra Storbritannien, Indien, Australien og New Zealand foruden kampvogne og lastbiler fra USA. Rommel blev ved med at anmode om udstyr, forsyninger og brændstof, men den tyske krigsmaskine var fokuseret på Østfronten, og der nåede kun begrænsede forsyninger frem til Nordafrika.
Rommel var fuldt ud klar over, at de britiske styrker snart ville være stærke nok til at iværksætte en offensiv mod hans armé. Hans eneste håb bestod nu i, at de tyske styrker, som kæmpede i Slaget om Stalingrad, hurtigt ville besejre de sovjetiske styrker og rykke sydpå gennem Kaukasus og true Persien (Iran) og Mellemøsten. En sådan udvikling ville betyde, at store britiske styrker måtte forventes at blive sendt fra den egyptiske front for at forstærke de britiske styrker i Persien, hvilket ville forsinke en britisk offensiv mod hans armé.
Under en sådan pause kunne Rommel tilskynde den tyske overkommando til at forstærke hans styrker, så der kunne opnås en sammenkædning mellem Panzer Armee Afrika og de tyske armeer, som kæmpede sig vej gennem det sydlige Sovjet og gøre det muligt for dem endeligt at besejre de britiske hære i Nordafrika og Mellemøsten.
I mellemtiden havde hans styrker gravet sig ned og ventede på angreb fra de britiske styrker eller den Røde Hærs nederlag ved Stalingrad. De havde udlagt omkring en halv million miner, fortrinsvis anti-tank-miner sammen med mindre fodfolksminer som S-miner. De lå i to enorme felter, der blev omtalt som helvedeshaver ("Teufelsgarten"). Mange af minerne var af britisk oprindelse og var erobret ved Tobruk. For at narre fjendtlige køretøjer ind i minefelterne havde italienerne et trick med at trække en aksel med hjul på gennem området med et langt reb, for at skabe, hvad der lignede ofte anvendte spor.
Rommel placerede skiftevis tyske og italienske infanterienheder i de forreste linjer. Rommels reserver bestod af to tyske panserdivisioner og en motoriseret infanteridivision samt en italiensk styrke af samme størrelse. Da de allieredes afledningsmanøvrer havde virket efter hensigten, havde Rommel spredt sine styrker ud over hele fronten i den tro, at Montgomery ville lægge et jævnt pres på hele fronten og lede efter svage punkter. Han antog også, at hovedstødet komme mod syd. Da hovedangrebet satte ind, mente Rommel, at han kunne manøvrere hurtigere end de allierede og på den måde ville kunne koncentrere sit forsvar mod tyngdepunktet i det britiske angreb. Når han først havde koncentreret sine styrker, ville han på grund af benzinmangel ikke kunne flytte dem igen.

## Slaget
Slaget om el-Alamein deles normalt ind i fem faser:
1. Indbruddet (23. - 24. oktober).
2. Nedbrydningen (24. - 25. oktober).
3. Modangrebet (26. - 28. oktober).
4. Operation Supercharge (1. - 2. november).
5. Udbruddet (3. - 7. november).

Perioden fra 29. - 31. oktober har ikke fået navn, da slaget her stod stille.

### Fase et: Indbruddet
Inden den egentlige artilleriforberedelse kom der en afledning fra 24. australske brigade, som udsatte den tyske 15. panserdivision for kraftig beskydning i nogle minutter. Herefter begyndte Operation Lightfoot den 23. oktober klokken 21.40 egyptisk sommertid  på en stille, klar aften med fuldmåne, men ikke med en 1.000 kanoners spærreild, som man ofte ser det refereret, eller med at alle kanoner skød på én gang. Spærreilden var blevet omhyggeligt planlagt, således, at den første granat fra alle 882 kanoner i de forskellige batterier ville ramme langs hele den 65 kilometer lange front samtidig. . Efter 20 minutter med kraftig beskydning af hele linjen skiftede kanonerne over til udvalgte mål som støtte for det fremrykkende infanteri.Beskydningen fortsatte i 5½ time, hvor hver kanon havde affyret omkring 600 granater.
Der var en grund til, at man havde valgt navnet Operation Lightfoot: infanteriet skulle angribe først. Mange af anti-tank-minerne ville ikke blive udløst af soldater, der passerede hen over dem, fordi de var for lette, deraf kodenavnet. Mens infanteriet rykkede frem, måtte ingeniørsoldaterne rydde en passage til de følgende kampvogne. Passagerne skulle være 7,25 meter brede, hvilket lige var nok til at kampvogne kunne passere i enkeltkolonne. Ingeniørerne skulle rydde en 8 kilometer lang rute gennem minefelterne. Det var en vanskelig opgave på grund af bredden af aksestyrkernes minefelter.
Klokken 22 begyndte de fire infanteridivisioner i XXX Korps at rykke frem. Deres mål var en imaginær linje i ørkenen, hvor de stærkeste fjendtlige stillinger lå. Når først infanteriet havde nået de første minefelter, rykkede minesøgerne sammen med tropper fra opklaringsenheder og sappører ind for at skabe plads til de pansrede divisioner fra X Korps. Klokken 2 om natten begyndte de første kampvogne at krybe fremad. Klokken 4 var de forreste kampvogne inde i minefelterne, hvor de hvirvlede så meget støv op, at sigtbarheden var lig nul, og der opstod trafikpropper, efterhånden som kampvognene gik i stå.
I mellemtiden foretog 7. pansrede division sammen med en brigade af Frie franske styrker fra Brian Horrocks's XIII Korps et skinangreb på den sydlige del af fronten for at komme i kamp med og fastholde den 21. tyske panserdivision og den italienske Ariete-division ved Reweisat-højderyggen. Angrebet blev imidlertid slået tilbage af faldskærmsbrigaderne Folgore og Ramcke samt Keil-gruppen. Længere nordpå ved fronterne for 44. og 50. divisioner opnåede de allierede mindre gevinster til gengæld for store tab forårsaget af beslutsom modstand fra Pavia- og Brescia-divisionerne samt enheder fra Folgore-brigaden. Den 4. indiske infanteridivision skulle ligeledes holde den italienske Bologna-division beskæftiget i centrum.

### Fase to: Nedbrydningen
Om morgenen lørdag den 24. oktober blev det tyske hovedkvarter ramt af en katastrofe. Præcisionen i den allierede spærreild havde ødelagt de tyske kommunikationsforbindelser, og Georg Stumme, som havde kommandoen over aksestyrkerne, mens Rommel var i Tyskland, døde af et hjerteanfald. Kommandoen overgik midlertidigt til generalmajor Ritter von Thoma.
I mellemtiden var XXX Korps kun kommet delvis igennem de første minefelter på grund af bredden i Rommels forsvar. Der var ikke ryddet tilstrækkelig mange passager til at X korps kunne passere. Kampvognene blev holdt tilbage ved Oxalic-linjen. Gennem hele dagen angreb det allierede luftvåben, Desert Air Force tyske stillinger og bidrog dermed til 'nedbrydningen' af aksestyrkerne. Der blev fløjet over 1.000 afgange denne ene dag.
Tyske panserenheder gennemførte et modangreb mod den britiske 51. division lige efter solopgang, men blev straks stoppet. Klokken 16 var de stadig ikke kommet ret langt. Ved solnedgang, med lyset i ryggen, rykkede tyske kampvogne fra 15. panserdivision og den italienske Littorio division ud fra det nyreformede Kidney-område og angreb den britiske 1. pansrede division, hvorved det første store kampvognsslag ved el-Alamein blev indledt. Over 100 kampvogne deltog i dette slag. Da natten brød frem, var halvdelen ødelagt, uden at fronten havde flyttet sig.
D Plus 2: Søndag den 25. oktober 1942
Det indledende fremstød var endt om søndagen. Begge armeer havde kæmpet uafbrudt i to dage. De allierede var trængt gennem minefelterne i vest og havde skabt et 10 kilometer bredt og 5 kilometer dybt indhug. De sad nu oven på Miteriya-bakkekammen i sydøst, men samtidig lå aksestyrkerne stadig solidt i deres oprindelige stillinger, og slaget var gået i stå. Derfor beordrede Montgomery, at kampene i syd skulle indstilles, hvilket gav mulighed for, at 7. pansrede division kunne rykke nordpå og for evakuering af Miteriya-højderyggen. Slaget ville blive koncentreret om Kidney-området og Tel el Eisa, indtil der opstod et gennembrud. Det skulle vare syv grusomme dage.
I de tidlige morgentimer indledte aksestyrker en række angreb med 15. panserdivision og Littorio- divisionen. De søgte efter svagheder, men fandt ingen. Mens solen gik ned, gik allieret infanteri til angreb. Omkring midnat indledte 51. division tre angreb, men ingen var helt klar over, hvor de var. Forvirring og blodbad fulgte, hvilket resulterede i et tab på 500 allierede soldater, og der var kun én officer tilbage blandt de angribende tropper.
Mens den 51. division opererede omkring Kidney-området, angreb australierne Point 29, en 6 meter høj observationspost for aksestyrkernes artilleri sydvest for Tel el Eisa. Tanken var at omringe et frontfremspring ved kysten med den 164. lette tyske division og store italienske infanteristyrker.  Det var det nye nordlige fremstød, som Montgomery havde udtænkt tidligere på dagen, og det blev skueplads for et heftigt slag i de næste dage. Den australske 26. brigade angreb ved midnat. De allierede luftstyrker kastede 115 tons bomber, og det lykkedes de allierede at indtage stillingen og tage 240 fanger. Kampene fortsatte i området i den næste uge, mens aksestyrkerne forsøgte at generobre den lille bakke, der var så vigtig for deres forsvar.

### Fase tre: Modangrebet
D Plus 3: Mandag den 26. oktober 1942
Rommel kom tilbage til Nordafrika om aftenen den 25. oktober og foretog straks en vurdering af slaget. Han konstaterede, at den italienske Trento-division havde mistet halvdelen af sit infanteri. Den 164. lette division havde mistet to bataljoner. De fleste andre formationer var underbemandede, og alle var på halve rationer. Et stort antal var syge og hele Panzer Armee Afrika havde kun brændstof til tre dage.
Den allierede offensiv var gået i stå. Churchill rasede: "Er det virkelig umuligt at finde en general, som kan vinde et slag?" Et modangreb blev indledt klokken 15 mod Point 29 nær Tel el Eisa. Rommel var nu overbevist om, at hovedangrebet ville komme i den nordlige sektor med det formål at generobre Point 29. Derfor flyttede han alle sine kampvogne hertil fra Kidney-området. Luft- og landstridskræfter strømmede ind i området, da Rommel flyttede den 21. panserdivision og den italienske Ariete-division op sydfra langs Rahman-sporet. Manøvren viste sig at være en fejltagelse. Briterne holdt stillingen, og Rommels tropper havde ikke benzin nok til at trække sig tilbage, hvilket betød, at de var efterladt i åbent terræn udsat for luftangreb.
Tilbage i Kidney-området lykkedes det ikke for de britiske styrker at udnytte fraværet af de tyske kampvogne. Hver gang de forsøgte at rykke frem, blev de stoppet af anti-tank-kanoner.
Til glæde for briterne sænkede et britisk Beaufort torpedofly, tankskibet Proserpina nær Tobruk. Det var det sidste håb om brændstof til Rommels armé.
D Plus 4: Tirsdag den 27. oktober 1942
På dette tidspunkt var hovedslaget koncentreret omkring Tel el Aqqaqir og Kidney-området. Sydvest for dette område lå en kampgruppe fra 2. bataljon, riffelbrigaden, af 1. pansrede divisions G og H Tropper samt 239. anti-tank battery fra Royal Artillery. Stillingen havde kodenavnet Snipe. Forsvaret af Snipe er en legendarisk episode i slaget om el-Alamein. I sin bog med titlen Alamein skriver Lucas-Phillips:
"Ørkenen dirrede af hede. Kanonmandskabet og delingerne lå spredt i deres huller og skyttegrave, sveden løb ned ad deres støvdækkede ansigter. Der var en frygtelig stank. Fluerne sværmede i sorte skyer over de dødes lig og ekskrementer og pinte de sårede. Stedet var oversået med brændende kampvogne og lastbiler, ødelagte kanoner og køretøjer, og over det hele drev røg og støv fra eksploderende granater og kanonaffyringer."
Morter- og granatilden var konstant dagen igennem. Omkring kl. 16 åbnede britiske kampvogne ved et uheld ild mod deres egne stillinger og forårsagede tab. Kl. 17 indledte Rommel sit store angreb. Tyske og italienske kampvogne rykkede fremad. Med blot 4 funktionsdygtige kanoner var 239. batteri i stand til at ramme 40 tyske kampvogne i siden og ødelægge 37 af dem. De resterende kampvogne trak sig tilbage og angreb igen. Bortset fra ni blev alle kampvogne i dette angreb også ødelagt. Tyskerne opgav herefter, og den britiske kampgruppe blev trukket tilbage samme aften. Batterichefen oberstløjtnant Victor Buller Turner blev tildelt Victoria-korset. Kun en anti-tank kanon fra 239. batteri blev bragt tilbage.
D Plus 5-6: Onsdag, torsdag 28. – 29. oktober 1942
Den 9. australske division skulle fortsætte med at presse nordvest på forbi Tel el Eisa til et område, fjenden holdt syd for jernbanen, der var kendt som "Thompson's Post", for at gennemtvinge et gennembrud langs kystvejen. Det tyske 125. regiment og en lille bataljon fra det 7. Bersaglieri Regiment, som var sendt frem for at forstærke området, blev angrebet af australske soldater. Mange sad på Valentine-kampvogne fra 46. Royal tank regiment, som snart blev ramt af miner og anti-tank-kanoner. Australierne mistede 200 mand ved angrebet. De italienske anti-tank-skytter kæmpede indædt og med undtagelse af 20 mand, som blev taget til fange næste morgen, blev alle dræbt straks eller døde af deres kvæstelser. Den tyske soldat har imponeret verden, skrev Rommel på en plakette dedikeret til Bersaglieri-regimentet, "men de italienske Bersaglieri-soldater har imponeret den tyske soldat.
Ved dagens slutning havde briterne stadig 800 kampklare kampvogne, mens aksestyrkerne havde 148 tyske og 187 italienske. Med tankskibet Luisiano sænket uden for havnen i Tobruk forklarede Rommel sine højtstående officerer, at: "Det vil være helt umuligt for os at trække os tilbage fra fjenden. Der er ingen brændstof til en sådan manøvre. Vi har kun en mulighed, og der er at kæmpe til det sidste ved Alamein."
D Plus 7-9: Fredag til søndag, 30. oktober – 1. november 1942
Natten den 30. oktober var en fortsættelse af de tidligere planer med australierne i angreb. Det var deres tredje forsøg på at nå den brolagte vej, og de erobrede den denne nat. Den 31. oktober gennemførte Rommel fire gengældelsesangreb mod "Thompsons post". Kampen var intens og ofte mand mod mand, men aksestyrkerne vandt ikke noget terræn. Om søndagen den 1. november forsøgte Rommel igen at kaste australierne tilbage, men den voldsomme kamp førte kun til tab af mænd og udstyr. Det stod da klart for Rommel, at slaget var tabt, og han begyndte at planlægge tilbagetoget. Han regnede med at trække sig tilbage til Fuka cirka 80 kilometer mod vest. Ironisk nok ankom der store mængder brændstof til Benghazi, efter at aksestyrkerne var begyndt at trække sig tilbage, men kun lidt af det nåede frem til fronten, noget Albert Kesselring prøvede at ændre ved at levere det tættere på de kæmpende styrker.

### Fase fire: Operation Supercharge
Denne fase i slaget begyndte ved midnat den 2. november og havde til formål at ødelægge fjendens kampvogne, tvinge fjenden til kamp i åbent terræn, reducere aksestyrkernes forråd af brændstof, angribe og besætte fjendens forsyningsveje og forårsage fjendens sammenbrud. Intensiteten og ødelæggelserne i Operation Supercharge var større end på noget tidligere tidspunkt i slaget. Målet for denne operation var Tel el Aqqaqir ved Rahman-sporet, basislinjen for aksestyrkernes forsvar.
Angrebet indledtes med et syvtimers luftbombardement med fokus på Tel el Aqqaqir og Sidi Abd el Rahman fulgt af en 4½ times spærreild hvor 360 kanoner affyrede op mod 15.000 granater. Det indledende fremstød skulle udføres af 151. og 152. infanteribrigade med understøttelse af 9. britiske pansrede brigade under kommando af 2. newzealandske division, 133. brigade og 23. pansrede brigade bortset fra 40. og 46. tankregiment. Chefen for den newzealandske division Bernard Freyberg havde forsøgt at undgå denne opgave, da divisionen var underbemandet og havde mistet en brigade. Det newzealandske bidrag til Operation Supercharge bestod af 5. brigade med 28. bataljon tilknyttet 151. brigade.
Infanteriet nåede de fleste af deres mål, men som ved Operation Lightfoot på slagets første dag kunne der ikke ryddes passager gennem minefelterne, før natten næsten var omme.
Den 9. pansrede brigade indledte sin march mod fronten klokken 20 fra jernbanestationen i el-Alamein med omkring 130 kampvogne. Da brigaden nåede frem til startlinjen, var der kun 94 kampvogne tilbage.
Brigaden skulle have indledt sit angreb mod Tel el Aqqaqir klokken 5.45 bag en spærreild. Angrebet blev udsat 30 minutter, mens brigaden omgrupperede efter ordre fra brigadegeneral John Cecil Currie. Klokken 6.15, en halv time før daggry rykkede brigadens tre regimenter frem mod rækken af kanoner
| Citat                                | Vi var alle klar over, at det lyder som et nyt Balaklava at angribe en mur af kanoner med kampvogne, det er egentlig en opgave for infanteriet, men der var ikke mere infanteri til rådighed, så vore kampvogne måtte udføre opgaven. | Citat |
| Generalløjtnant Sir Bernard Freyberg | |       |

Brigadegeneral John Cecil Currie havde forsøgt at undgå, at brigaden skulle udføre denne opgave, idet han hævdede, at brigaden kom til at angribe over for bred en front uden reserver, og at den formentlig ville få tab på 50 %.

Der kom svar fra Bernard Freyberg, at Montgomery 
| Citat | ...var klar over risikoen og havde accepteret muligheden af at få tab på 100 % i 9. pansrede brigade for at opnå et gennembrud, men i betragtning af at 1. pansrede division skulle følge lige efter, blev risikoen ikke vurderet så høj endda. | Citat |
|       | |       |

De tyske og italienske anti-tank-kanoner (fortrinsvis 5 centimeters PaK 38 og Cannone da 47/32 kanoner , foruden 24 af de store 88 mm flakkanoner) åbnede ild mod de angribende kampvogne, som kunne ses i silhuet mod den opstigende sol. Tyske kampvogne, som var trængt frem mellem Warwickshire Yeomanry og Royal Wiltshire Yeomanry, forårsagede også store tab.
Aksestyrkernes kanoner begyndte at forårsage en jævn strøm af tab for de angribende kampvogne, men kunne ikke stoppe dem. I løbet af den næste halve time blev 35 kanoner ødelagt, og flere hundrede soldater taget til fange.
Brigaden havde startet angrebet med 94 kampvogne, men dette tal blev reduceret til 24 brugbare, selv om mange kunne repareres. Af de 400 tankbesætninger involveret i angrebet blev 230 dræbt, såret eller taget til fange.
| Citat | Hvis de britiske panserstyrker stod i gæld til infanteriet, blev denne gæld betalt af den 9. panserbrigade i heltemod og blod. | Citat |
| Bernard Montgomery, der henviste til de britiske panserstyrkers fejltagelser under Første slag om el-Alamein | |       |

Efter brigadens angreb blev brigadegeneral Gentry fra den 6. newzealandske brigade sendt frem for at besigtige slagmarken. Da han så brigadegeneral John Cecil Currie ligge og sove på en båre, gik han hen til ham og sagde: "Undskyld jeg vækker dig John, men jeg vil gerne vide, hvor dine kampvogne er?" Currie pegede på en gruppe kampvogne omkring ham og svarede: "Der er de". Gentry var forundret. "Jeg mener ikke kampvognene ved hovedkvarteret, jeg mener dine kampvognsregimenter. Hvor er de?". Currie pegede igen og svarede: "Der er mine kampvognsregimenter, Bill" .
Brigaden havde ofret sig mod kanonlinjen og forårsaget store ødelæggelser, men havde ikke formået at skabe det hul, som 1. pansrede division skulle passere igennem. Angrebet havde dog, som forventet, reduceret den tyske og italienske kampvognsreserve.
Klokken 11 angreb resterne af 15. og 21. panserdivision samt Littorio-panseridivisionen 1. pansrede division og resterne af 9. pansrede brigade, som på det tidspunkt havde gravet sig ned med en skærm af anti-tank-kanoner og artilleri. Samtidig kunne de regne med intensiv luftstøtte. Modangrebet brød sammen under et tæppe af granater og bomber og medførte et tab på omkring 100 kampvogne.
Denne kamp blev senere døbt "Hammering of the Panzers". Selv om tabene i kampvogne var omtrent lige store på begge sider, var dette blot en brøkdel af det samlede antal britiske kampvogne, hvorimod Rommel ved slaget mistede hovedparten af sine kampvogne.
Rommel tilkaldte den 132. italienske Ariete-panserdivision sydfra, så den kunne slutte sig til forsvaret omkring Tel el Aqqaqir i Panzer Armee Afrikas sidste forsvar. Da natten faldt på, havde aksestyrkerne kun 32 kampklare kampvogne langs hele fronten. Med en bagtrop, som kæmpede desperat ved Tel el Aqqaqir, begyndte Rommel tilbagetrækningen til Fuka.

### Fase fem: Udbruddet
Erwin Rommel sendte en meddelelse til Hitler, hvori han forklarede sin umulige stilling og bad om tilladelse til at trække sig tilbage, men fik besked på at holde fast. Von Thoma, som var blevet forfremmet til generalløjtnant den 1. november, fortalte ham; "Jeg har lige været rundt på slagmarken. 15. panserdivision har 10 kampvogne tilbage, 21. panserdivision har kun 14 og Littorio 17". Rommel læste Hitlers meddelelse op for ham, derefter tog von Thoma af sted for at tage kommandoen over Afrikakorpset.
Da 150 britiske kampvogne kom ud for at nedkæmpe resterne af de næsten udslettede 15. og 21. panserdivisioner, blev von Thoma hos sine mænd. Han var i kommandokampvognen, der hvor de to panserdivisioner mødtes og forblev der, til den sidste kampvogn var ødelagt. Til sidst, da alt var tabt, stod von Thoma alene ved siden af sin brændende kampvogn på det sted, der senere blev kendt som "panzer graveyard".
Trods den desperate situation holdt Rommels mænd stand. Hele enheder blev nedkæmpet, men resterne fortsatte med at kæmpe. Et 20 kilometer bredt hul var opstået i aksens linje. "Hvis vi bliver her, vil hæren ikke holde i tre dage ... hvis jeg adlyder Førerens ordrer, er der fare for, at mine egne tropper ikke vil adlyde mine ordrer... mine mænd kommer i første række!".
Rommel gav ordre til tilbagetog, trods Hitlers ordrer. På grund af mangel på transportmidler blev de fleste italienske infanterienheder opgivet og overladt til deres skæbne.
D Plus 12, 4. november 1942
Den 4. november var de sidste angreb undervejs. De britiske 1., 7. og 10. pansrede divisioner brød igennem de tyske linje mod den åbne ørken. De allierede havde vundet slaget. Aksestyrkerne var på tilbagetog. Denne dag gik divisionerne Ariete og Littorio samt den motoriserede Trieste-division i opløsning. Den pansrede Ariete-division under general Francesco Arena kæmpede tappert og forhindrede allierede planer om at omringe og fuldstændig nedkæmpe de tyske styrker. Radioen i Berlin hævdede, at i dette område "fik briterne lov til at betale for deres gennemtrængning med enorme tab af mænd og materiel. Italienerne kæmpede til sidste mand" Menig Sid Martindale fra 1st Battalion Argyll & Sutherland Highlanders, skrev om 25. Bologna-infanteridivision, som blev ramt af den fulde vægt af det britiske kampvognsangreb:
| Citat | Jo længere vi rykkede frem, desto mere blev vi klar over, at italienerne ikke havde meget kamp tilbage i sig, efter at have ydet kraftig modstand mod vore overvældende fremstød, og de begyndte at overgive sig i stort tal til vore forreste enheder. Der var ikke meget kamp at se, men vi kom forbi masser af udbrændte italienske kampvogne, som var blevet ødelagt af vore kampvogne. Jeg havde aldrig set en slagmark før, og et sted med så mange døde var til at blive syg af. | Citat |
|       | |       |

Bologna-divisionen og resterne af Trento-divisionen forsøgte at kæmpe sig vej ud af Alamein og marcherede gennem ørkenen uden vand, fødevarer eller køretøjer, inden de overgav sig udmattede og døende af væskemangel. Oberst Dall'Olio, der havde kommandoen over Bologna-divisionen, skal ved overgivelsen have sagt : "Vi er holdt op med at skyde, ikke fordi vi vil, men vi har brugt alle patroner". Med et afsluttende symbol på trods var der ingen i Bologna-divisionen, der rakte hænderne i vejret. Harry Zinder fra det amerikanske ugemagasin Time skrev, at italienerne kæmpede bedre end ventet, og at der for italienerne var tale om: 
| Citat | et umådeligt svigt fra deres tyske allierede. De havde kæmpet en god kamp. Mod syd havde Folgore- faldskærmsdivisionen kæmpet til sidste kugle. To pansrede og en motoriseret division, som havde været placeret mellem de tyske enheder, troede, at de ville få lov til at trække sig tilbage sammen med Rommels 21. 15. og 19. [sic] divisioner; men selv det fik de afslag på. Da det stod klart for Rommel, at der ikke ville være chance for at holde noget mellem El Daba og grænsen, opløste hans panserdivisioner sig og stak af og efterlod italienerne til at kæmpe som bagtrop. | Citat |
|       | |       |

Den 11. november 1942, efter at slaget var afsluttet, udsendte BBC i London det berømte officielle budskab:
| Citat        | Resterne af Folgore-divisionen har ydet modstand ud over enhver menneskelig grænse. | Citat |
| London radio |                                                                                     |       |

## Analyser af slaget
"Inden Alamein havde vi ikke opnået nogen sejre. Efter Alamein oplevede vi ingen nederlag."

– Winston Churchill.
Montgomery havde altid forestillet sig, at der ville blive tale om et udmattelsesslag i lighed med dem, som blev udkæmpet i 1. Verdenskrig og havde korrekt forudsagt både længden af slaget og omfanget af de allierede tab.. Det britiske artilleri blev brugt perfekt. Støtten fra luften var fremragende i modsætning til Luftwaffe og Regia Aeronautica, som kun ydede beskeden eller slet ingen støtte til tropperne på jorden, men foretrak at kaste sig ud i luftkampe.
Det endte med en næsten fuldstændig allieret sejr. Aksestyrkernes tab på 37.000 mand svarede til over 30 % af deres samlede styrke. De Allieredes på 13.500 mand var i sammenligning en bemærkelsesværdig lille del af deres samlede styrke.
Den effektive styrke af Panzer Armee Afrika efter slaget bestod af omkring 5.000 mand, 20 kampvogne, 20 panserværnskanoner og 50 feltkanoner. De Allierede var imidlertid dårlige til at udnytte sejren straks. De blev overraskede over Rommels tilbagetrækning, og dette i sammenhæng med forvirring ved den efterfølgende reorganisering, hvor enheder blev flyttet rundt mellem de tre Korps, betød, at de var langsomme i forfølgelsen og ikke nåede at afskære Rommel ved hverken Fuka eller Mersa Matruh.
El-Alamein var den første store offensiv mod tyskerne, hvor de Allierede sejrede. Winston Churchill opsummerede slaget den 10. november 1942 med de berømte ord: "Dette er ikke afslutningen. Det er ikke engang begyndelsen på afslutningen; men det er, måske, afslutningen på begyndelsen." Det var Montgomerys største triumf, og han antog titlen "Viscount Montgomery of Alamein", da han blev adlet i 1946.

## Efterspil

### Rommel forfølges til vest for Sirte
Aksestyrkerne gennemførte igen en tilbagetrækning under kamp til El Agheila. Britiske tropper var to gange tidlige trængt frem til El Agheila, men heller ikke længere. Første gang da Wavells offensiv i 1940-1941 gik i stå, fordi hans forsyningslinjer blev for lange, og fordi politiske beslutninger betød, at styrker i Nordafrika blev sendt til Grækenland og Østafrika, samtidig med at hans modstandere fik forstærkninger i form af Afrikakorpset. I slutningen af 1941 nåede Auchinleck og Ritchies styrker igen frem til El Agheila med lange forsyningslinjer og udmattede enheder og blev presset tilbage. Denne gang var det imidlertid Rommels tropper, som var udmattede og manglede forsyninger og forstærkninger, mens Montgomery allerede inden slaget havde ladet sine planlæggere nøje overveje spørgsmålet om, hvordan man kunne skabe forsyningslinjer, der sikrede 8. arme daglige forsyninger på 2.400 tons.
Store mængder konstruktionsmaterialer og udstyr var samlet for at kunne reparere den ødelagte transportinfrastruktur. Det var så stor en succes, at jernbanelinjen mellem el-Alamein og Fort Capuzzo, selv om den var sprængt over 200 steder, hurtigt kunne sat i drift igen. I måneden efter, at 8. arme havde nået Capuzzo, transporteredes der 133.000 tons forsyninger ad denne jernbanelinje. Havnen i Benghazi ekspederede 3.000 tons om dagen i slutningen af december, selv om man havde regnet med, at den efter to års næsten konstante ødelæggelser højest ville kunne klare 800 tons.
Med tanke på, hvordan Rommel tidligere havde haft succes med at slå tilbage fra El Agheila, ventede Montgomery foran Aksestyrkernes linje i tre uger for at få samling på sine spredte styrker og forberede et angreb. Den 11. december lod Montgomery den 51. division angribe ved kystvejen med 7. pansrede division på deres venstre side. Den 12. december indledte den 2. newzealandske division en dyb omgående bevægelse rundt om Rommels flanke i et forsøg på at afskære hans tilbagetog. Her led 51. division alvorlige tab mod dygtigt placerede forsvarslinjer, samtidig med at 7. pansrede division mødte kraftig modstand fra Ariete-kampgruppen (resterne af Ariete-panserdivisionen).
Rommels hær havde mistet omkring 75.000 mand, 1.000 kanoner og 500 kampvogne og havde brug for tid til at genopbygge, så han besluttede at økonomisere med det, han havde tilbage i sin svækkede styrke og trak sig tilbage. Den 15. december var newzealænderne nået frem til kystvejen bag Rommel, men det vanskelige terræn gav Rommel mulighed for at dele sine styrker op i mindre enheder og trække sig tilbage gennem terrænet i hullerne mellem de newzealandske stillinger.
Rommel gennemførte en tilbagetrækning efter lærebogen og ødelagde al infrastruktur og alt udstyr, som blev efterladt. Tyskerne spredte også miner og efterlod dødsfælder i området for at holde 8. arme på passende afstand. Den 25. december nåede 8. Arme Sirte-bugten, men var vest for Sirte nødt til igen at stoppe op og få samling på styrkerne for at kunne nedkæmpe den forsvarslinje, som Rommel havde opbygget ved Wadi Zemzem nær Buerat 270 kilometer øst for Tripoli. Rommel frygtede, at hans styrke skulle blive omringet og nedkæmpet, hvis han igen stoppede op og gjorde front mod 8. arme. Derfor havde han, efter at have rådført sig med feltmarskal Ettore Bastico, sendt en anmodning til den italienske overkommando i Rom om at måtte trække sig tilbage til Tunesien, hvor terrænet var bedre til defensive operationer. Her ville han også kunne skabe forbindelse med de aksestyrker, som var under opbygning der, som reaktion på landgangen i Marokko og Algeriet i operation Torch. Mussolini svarede den 19. december, at "Panzer Armee Afrika" skulle kæmpe til sidste mand ved Buerat.

### Tripoli falder
Den 15. januar 1943 lod general Bernard Montgomery den 51. division angribe Rommels stillinger. Samtidig sendte han 2. newzealandske division og 7. pansrede division rundt om flanken på aksestyrkernes linje. Svækket af tilbagetrækningen af 21. panserdivision til Tunis, hvor den skulle forstærke von Arnim's 5. Panzer Armee, var Rommel igen nødt til at gennemføre en kæmpende tilbagetrækning. Tripoli, 250 kilometer længere mod vest med dens store havn, blev erobret den 23. januar, mens Rommel fortsatte med at trække sig tilbage til den franskbyggede forsvarslinje i det sydlige Tunesien – Mareth-linjen.

### Rommel får forbindelse med von Arnim i Tunesien
På daværende tidspunkt var Rommel i kontakt med Hans-Jürgen von Arnims 5. Panzer Armee, som havde kæmpet i Felttoget i Tunesien mod den multinationale britiske 1. Arme i det nordlige Tunesien siden kort tid efter Operation Torch, som havde fundet sted i november 1942. Hitler var fast besluttet på at holde fast i Tunesien, og Rommel begyndte langt om længe at få forstærkninger i form af mænd og udstyr. Aksestyrkerne stod nu over for en to-fronts krig i Afrika mod 8. arme, som rykkede frem fra øst og de britiske, franske og amerikanske styrker i den britiske 1. arme vestfra. Rommels tysk-italienske Panserarme blev omdøbt til den italienske 1. Arme under general Giovanni Messe, mens Rommel overtog kommandoen over den nye Armegruppe Afrika med ansvar for begge fronter.

### 18. Armégruppe etableres under Alexander
På tilsvarende vis blev de to allierede hære samlet under 18. armégruppe med Harold Alexander som øverstbefalende. Håbet om en hurtig afslutning på felttogt mod aksestyrkerne blev slukket i Slaget ved Kasserine Passet i 2. halvdel af februar, da Rommel besejrede det uerfarne amerikanske 2. Korps og forhindrede, at det gennemførte en hurtig fremrykning mod øst til kysten for at afskære den italienske 1. armes forsyningslinjer fra Tunis og isolere den fra von Arnims styrker i nord.

## Betydning
Slaget ved el-Alamein var en betydningsfuld allieret sejr og den mest afgørende i Afrika i forhold til at lukke en front i krigen, selv om tyskerne ikke mistede håbet før ved slutningen af Felttoget i Tunesien. Da det afrikanske kontinent efter tre års krig var ryddet for aksestyrker, kunne allierede koncentrere sig om krigsindsatsen nord for Middelhavet.

## Fodnoter
1. ↑  Playfair, s. 9 – 1,029 kampvogne klar til kamp, bestående af: 170 M3 Lee, 252 M4 Sherman, 216 Crusader II, 78 Crusader III, 119 M3 Stuart (Honey), 194 Valentine.  Playfair noterer sig, at 200 tanks var til rådighed som erstatninger og at over 1.000 kampvogne var i værksteder, hvor de blev repareret, serviceret eller ændret.
2. ↑  Playfair, p.9
3. ↑  Playfair, p.9 – deler dem op i 552 x 2-Punds, 849 x 6-Punds
4. ↑  Buffetaut, s. 95
5. ↑  Playfair, pp.9-11 – heraf 31 x Panzer II, 85 x Panzer III (kort 50 mm kanon), 88 x Panzer III (lang 50 mm kanon), 8 x Panzer IV (kort 75 mm kanon), 30 x Panzer IV (lang 75 mm kanon), 7 x Kommando tanks, 278 x M13/40 varianter, 20 x "lette" kampvogne.  Playfair bemærker at yderligere 23 tyske kampvogne var under reparation, men disse er ikke medtaget i totalen
6. ↑  Playfair, p.3
7. ↑  Playfair, p.10 – 68 x 7.65cm, 290 x 5 cm Pak 38, 138 x 88 Flak kanoner
8. ↑  Barr, p.404, angiver disse tab som kampvogne fra aksemagterne og deler dem ikke op på tyske og italienske.
9. 1 2 3 4  Bierman & Smith (2002), p.255
10. 1 2 3 4 5  Dear (2005), p.254
11. ↑  Watson (2007), p.20
12. ↑  Latimer (2002), p.177
13. ↑  Mead, Richard, p.304
14. ↑  Barr, Niall, p.308
15. ↑  Clifford, Alexander, p.307
16. ↑  Bierman & Smith (2002), Chapters 22-24
17. ↑  Bauer (2000), pp.366-368
18. ↑  Bauer (2000), p.368
19. ↑  Clifford, Alexander p.308
20. ↑  Cassandra Vivian, The Western Desert of Egypt: An Explorer's Handbook, The American University in Cairo Press, 2000, p.278
21. ↑  Watson (2007), p.23
22. ↑  Hally, James J (1980). The Squadrons of the Royal Air Force. Tonbridge: Air Britain. ISBN 0851300839.
23. ↑   Cecil Ernest Lucas Phillips, Alamein, Little Brown & Co. Boston, 1962, p.285
24. ↑  Lucas Phillips (1962), p. 296
25. ↑  Johnston, Dr. Mark (23. oktober 2002). "The Battle of El Alamein, 23 October 1942". Remembering 1942. Australian War Memorial, Canberra. Arkiveret fra originalen 9. juli 2007. Hentet 2008-04-15.
26. ↑  "El Alamein 2" (italiensk). Ardito2000 website. Arkiveret fra originalen 22. juli 2011. Hentet 2008-04-15.
27. ↑  Cassandra Vivian, The Western Desert of Egypt: An Explorer's Handbook, The American University in Cairo Press, 2000, p.279
28. ↑  Bruce Watson, Exit Rommel: The Tunisian Campaign, 1942-43, Stackpole Books, 2007, p.26
29. ↑  Playfair, p.66
30. ↑  Barr, Niall. p.387
31. 1 2 3  Playfair, p.67
32. 1 2 3 4  Barr, Niall. p.386
33. ↑  "Walker (1967), p. 395". Hentet 2008-08-17.
34. 1 2  Watson (2007), p.24
35. ↑  Lucas-Phillips (1962), p.358
36. ↑  Watson (2007), p. 12
37. ↑  Bierman & Smith (2002), Chapter 27
38. ↑  Bauer (2000), p.372
39. ↑  "Desert War, Note (11): Statement issued by the German Government on 6 November 1942". spartacus.schoolnet.co.uk. Arkiveret fra originalen 30. april 2009. Hentet 2007-12-22.
40. ↑  Spirit, Martin; Martindale, Sid (2005). "Sid's War: The Story of an Argyll at War". Arkiveret fra originalen 22. juni 2011. Hentet 2008-01-27.
41. ↑  Watson (2007), p.27
42. ↑  Formentlig en fejlagtig henvisning til 90. lette division.
43. ↑  Zinder, Harry. "A Pint of Water per Man". Time Magazine (16 November 1942). Arkiveret fra originalen 26. september 2010. Hentet 22. november 2008.
44. ↑  The Hinge of Fate, Winston Churchill, Pg 603. The Yale Book of Quotations By Fred Shapiro, Page 154.
45. ↑  Hamilton, Nigel (2004). "Montgomery, Bernard Law". Oxford Dictionary of National Biography. Oxford University Press.
46. 1 2  Watson (2007), p.27
47. ↑  Watson (2007), p.30
48. ↑  "See Churchill Centre: Quotations of Churchill". Arkiveret fra originalen 17. august 2008. Hentet 2008-08-17.
49. ↑  Clifford, Alexander p.317
50. 1 2  Clifford, Alexander p.318
51. ↑  Watson (2007), p.39
52. ↑  Watson (2007), p.42
53. ↑  Clifford, Alexander p.319
54. 1 2  Watson (2007), p.43
55. ↑  Clifford, Alexander p.322
56. ↑  Clifford, Alexander p.320
57. ↑  Clifford, Alexander pp.325-327
58. ↑  Watson (2007), p.44